# Velia Chaves
Velia Chaves o Velia Chávez (Buenos Aires, Argentina; 1920 - ibíd. 12 de agosto de 2010) fue una actriz dramática, autora, vestuarista  y directora teatral argentina de extensa trayectoria.

## Carrera
Fue una dúctil y simpática actriz exclusiva del teatro argentino que llegó a lucirse en la pantalla chica a mediado de los 50's.  Nacida en el campo bonarense, contó en una entrevista que su padre la educó para ser una "self made woman".  
Referente del teatro independiente participó en obras como:
- La gaviota (1955)
- OLAT (1956) junto a Lía Gravel y Adelma Lago
- Ronda de inútiles de Roberto Cayol.
- "Y Fue. . ." junto a Roberto Megías.
- Seis personajes en busca de un autor (estrenada en el Teatro San Martin)
- La Carretera sin Dios: Obra en la que la acción  se desarrolla en los alrededores de Chascomús, en noviembre de 1839. En el elenco se encontraban Devorah Kors, Nelly Tesolín, Marcela Aimard, Pedro Buchardo, Elisa Stella, entre otros.
- Tovarich (1960, de Jacques Deval).

Compartió escenario con figuras colosas del teatro nacional como Eva Dongé, Carlos Muñoz, Lydia Lamaison, Roberto Airaldi, Alejandro Anderson y Rodolfo Salerno.
Durante la Dictadura Militar fue marginada y alejada de las tablas por haber militado en la Asociación Argentina de Actores.
En 1951 tras integrar la Compañía El Duende, en las que se encontraban también la actriz Cota Antokoletz (quien después de exilio a Sudáfrica), y los actores Jorge Beiró, Duilio Marzio, Francisco García Vázquez, Alberto Gorzio y Pablo Nogués, estrena en la televisión Tres muchachos y una chica, con puesta de Juan José Bertonasco y dirección de Enrique Telémaco Susini.
Sus últimos años vivió como residente en la Casa del Teatro donde a pesar de sus problemas de visión pudo dirigir obras como Mi amiga Ana Frank y yo con la actriz Claudia Stigol. En cuanto a su vida privada se casó y se separó siendo muy joven, no tuvo hijos.
Participó del Movimiento Argentino Antiimperialista de Solidaridad Latinoamericana, junto con el actor Luis Brandoni.
En el año 2002 se montó en el Teatro Regina, la obra Florecer en otoño, de Miguel Rottemberg,  que relata la historia de amor existente dentro de un geriátrico. A iniciativa de Velia Cháves y bajo la dirección de Lía Jelín, se representó esta pieza protagonizada con actores residentes en la Casa del Teatro, como Liana Lombard o Colomba, a beneficio de la casa. En ese año reapareció en la televisión con el episodio del ciclo Historias de no creer titulado El destino de Angélica junto a Jimena La Torre y Ángela Natanson.
Falleció por causas naturales el 12 de junio de 2010 a los 90 años de edad. Sus restos descansan en el panteón de la Asociación Argentina de Actores del Cementerio de la Chacarita.